# Trevor Lissauer

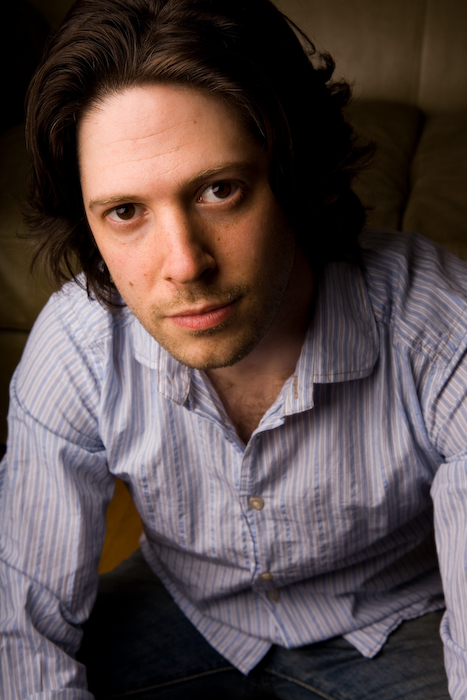
Trevor Lissauer (2007)

Trevor Ryan Lissauer (Dallas, 29 oktober 1973) is een Amerikaans acteur en muzikant. Hij is het meest bekend door zijn rol in Sabrina, the Teenage Witch. Daarnaast is hij de zanger van "The Glass Plastiks".

## Filmografie
- American Cowslip (2009) als Jim Bob
- Eden's Curve (2003) als Joe
- Clubland (1999) als Skater Guy
- American Vampire (1997) als Frankie
- Erasable You (1998) als Mr. Green
- The Skateboard Kid (1993) als Zack